# أشتاخو (كاهشنغ)
أشتاخو (بالفارسية: اشتاخو) هي مستوطنة تقع في إيران في قسم كاهشنغ الريفي. يقدر عدد سكانها بـ 136 نسمة .